# Fritz Schröder (General)
Fritz Schröder (* 1. April 1887 in Vlotho-Bonneberg; † 13. Januar 1973 in Herford) war ein Generalmajor des Heeres der Wehrmacht.

## Leben
Schröder wurde als Sohn des Landwirts Friedrich Schröder und von Charlotte, geborene Hartwig, in Bonneberg, einer heutigen Ortslage im Ortsteil Valdorf von Vlotho, geboren und hatte elf Geschwister.
Am 4. Oktober 1905 trat Schröder als Dreijährig-Freiwilliger beim 2. Westfälischen Husaren-Regiment 11 in Krefeld in das Deutsche Heer ein. Am 25. September 1907 wurde er zum Gefreiten befördert und am 25. September zur Reserve entlassen. Am 11. Februar 1909 wurde er Kapitulant im 3. Eskadron des Husaren-Regiments „Kaiser Nikolaus II. von Russland“ (1. Westfälisches) Nr. 8 in Neuhaus bei Paderborn. Mit diesem zog er in den Ersten Weltkrieg. 
Am 1. November 1915 heiratete der evangelische Schröder Erna Wilms, deren Vater Wilhelm ebenfalls Landwirt war. Am 9. Mai 1917 wurde er zum Offizierstellvertreter und am 7. September 1918 zum Feldwebelleutnant ernannt. Er wurde mehrfach und am 29. September 1918 schwer verwundet und kam nach der Entlassung aus dem Lazarett zu seinem alten Regiment zurück. Am 11. April 1919 wurde sein Sohn Günther geboren und am 30. Juli 1919 wurde er zum Leutnant befördert.
Die Reste des Husaren-Regiments 8 wurden zur Aufstellung des 15. (Preußischen) Reiter-Regiments der Reichswehr der Weimarer Republik herangezogen, in die Schröder am 1. März 1920 übernommen wurde. In dem Regiment leistete er beim 2. Eskadron Dienst und wurde am 15. Januar 1921 zum Oberleutnant befördert. Am 1. Januar 1926 erfolgte die Beförderung zum Rittmeister (Rangdienstalter: 1. Dezember 1925). Vom 18. Oktober bis 16. November 1926 besuchte er den Kampfschullehrgang. Zum 1. Oktober 1927 wurde Schröder Eskadronchef des 5. Eskadrons des Regiments. Vom 5. bis zum 18. November 1928 absolvierte er den Gasschutzlehrgang.
Zum 1. Oktober 1932 erfolgte die Kommandierung zum Pionier-Bataillon 6 in Minden, wo er am 7. November 1933 die Führung über die Lehrabteilung übernahm. Die Versetzung zum Pionier-Bataillon 6 erfolgte zum 1. Mai 1934 und die Beförderung zum Major am 1. Juni 1936. Am 1. Juli 1934 erfolgte die Versetzung zum Stab der 1. Kavallerie-Division in Potsdam. Am 15. Oktober 1935 wurde er zum Pionierübungsplatz Klausdorf versetzt (Stab Pionierschule II), war aber im Zeitraum 23. November 1935 bis zum 31. März 1936 zur Kommandantur des Pionierübungsplatzes Roßlau kommandiert und am 1. April 1936 schließlich dorthin versetzt. Am 1. Oktober 1936 wurde er zum Oberstleutnant befördert und am 12. Oktober 1936 zum Kommandanten des Pionierübungsplatzes Dessau-Roßlau ernannt. Am 1. August 1938 wurde er zum charakterisierten Oberst ernannt. 
Mit Kriegsbeginn wurde dieser Dienstposten zunächst seine Mobilisierungsverwendung. Am 11. November 1939 wurde er jedoch mit der Führung des Abschnittsbaustabs 24 beauftragt und zum 1. Dezember 1939 Kommandeur des Abschnittsbaustabs 24. Mit diesem wurde er an der Westfront und dort im Operationsgebiet verwendet. Zum 1. April 1940 wurde er zum (regulären) Oberst befördert. Beim Westfeldzug brach er am 10. Mai 1940 durch die die französischen Grenzbefestigungen bei der Heeresgruppe B bis zur Küste und war dann bis zum 6. März 1941 beim Küstenschutz an der französischen Kanal- und Atlantikküste eingesetzt. Zum 7. März 1941 wurde er zur Besatzungstruppe im Osten versetzt. Ab dem 22. Juni 1941 nahm er am Russlandfeldzug beim XIII. Armeekorps teil und war dort bis zum 18. November 1942 Pionierregimentskommandeur. Im Juli und September 1941 war er zudem als stellvertretender Korpspionierführer der XIII. Armeekorps eingesetzt. 
In einer dienstlichen Beurteilung vom 17. März 1942 wurde Schröder als unermüdlich tätig und stets persönlich einsatzbereit beschrieben. Er habe mit dem ihm unterstellten Truppen gute Leistungen im Befehlsbrückenbau und in der Instandsetzung lebenswichtiger Nachschubstraßen erzielt.
Vom 19. November bis 31. Dezember 1942 war er an der Schlacht von Stalingrad und der Abwehr der Operation Uranus beteiligt. Am 8. Dezember 1942 wurde er zur Führerreserve des Oberkommandos des Heeres versetzt unter gleichzeitiger Kommandierung zur Stab des Kommandierenden Generals der Sicherungstruppen (Befehlshaber des Rückwärtigen Heeresgebietes). Eine dienstliche Beurteilung vom 4. Januar 1943 weist ihn als weiterhin gut bewährt und geeignet zum Kommandeur eines Oberbaustabes aus.
Im Russlandfeldzug war er vom 27. März 1943 bis zum 4. Mai 1945 Kommandant der Feldkommandantur 549. Die Feldkommandanturen beaufsichtigten die Verwaltung der besetzten Gebiete, die deutschen Kreiskommandanturen und die deutschen Besatzungstruppen. Am 1. Oktober 1943 erfolgte die Beförderung zum Generalmajor. Beim Rückmarsch der deutschen Truppen wurde Schröder mehrfach als Kampf-Kommandant eingesetzt. 
In einer Beurteilung vom 1. März 1944 durch Kurt Agricola, Kommandant rückwärtiges Armeegebiet, bescheinigte ihm einen aufrechten Charakter, Zuverlässigkeit und Gewissenhaftigkeit. Er habe Aufgaben gelöst, die infolge der Lage nicht denen einer Feldkommandantur entsprachen, sondern Sonderaufträge, Vorbereitung von Kampfkommandanturen, Führung von Troßtruppen und ähnliches. Ihm fehle es allerdings an Überblick und er sei insgesamt Durchschnitt. Daher solle er auf seinem (Friedens-)Dienstposten als Truppenübungsplatzkommandant belassen werden.
Zum Kriegsende nahm Schröder im April 1945 an den Kampfhandlungen in der Weichsel-Niederung und bei der Verteidigung von Danzig teil. Sohn Günther fiel als Oberleutnant im Zweiten Weltkrieg.
1947 wurde Schröder in Belgien schwer erkrankt aus der Kriegsgefangenschaft entlassen und zog nach Herford nahe seinem Geburtsort. Er verstarb am 13. Januar 1973 nach längerer schwerer Krankheit und wurde am 17. Januar 1973 auf dem Herforder Friedhof Ewiger Frieden beigesetzt.
Schröders Frau Erna verstarb 1965 kurz vor der Goldenen Hochzeit. Schröder war passionierter Reitsportler und Jäger sowie Mitglied im Verband deutscher Soldaten.

## Auszeichnungen
- 12. Oktober 1914: Eisernes Kreuz II. Klasse
- 21. Oktober 1918: Eisernes Kreuz I. Klasse
- Verwundetenabzeichen schwarz
- Lippische Verdienstmedaille
- Ehrenkreuz für Frontkämpfer
- Dienstauszeichnung I. – IV. Klasse
- 29. Juni 1940: Wiederholungsspange zum Eisernen Kreuz II. Klasse
- 12. Juli 1941: Wiederholungsspange zum Eisernen Kreuz I. Klasse
- 11. August 1942: Medaille Winterschlacht im Osten 1941/42